# Tortillas für die Daltons
Tortillas für die Daltons (französisch Tortillas pour les Dalton) ist ein Lucky-Luke-Comicalbum, das 1966 von Morris und Goscinny geschaffen wurde.

## Handlung
Die Daltons sollen in ein anderes Gefängnis verlegt werden. Während einer nächtlichen Pause am Rio Grande wird die Kutsche, in der sie sich befinden, aber von mexikanischen Desperados gestohlen, da diese einen Schatz darin vermuten. Deren Anführer Emilio Espuelas will, durch den erkannten Irrtum mehr als erbost, die vier Brüder hängen, doch Joe kann ihn überzeugen, dass es von Vorteil wäre, wenn sie untereinander Erfahrung austauschen könnten. Währenddessen verlangt der Botschafter von Mexiko vom Gouverneur von Texas, dass die Daltons aus seinem Land entfernt werden, da sie mit ihren örtlichen Verbrechern schon genug zu tun hätten: „Ein jeder kehr vor seinem Tor, da hat er Dreck genug davor!“ Somit wird Lucky Luke beauftragt, nach Mexiko zu reisen, um die vier zurückzuholen, wobei der dümmliche Hund Rantanplan ihm folgt. Im dortigen Städtchen Xochitecotzingo erfährt er auch bald, dass die vier Gangster mit Espuelas zusammenarbeiten, welcher der berüchtigtste Gangster in der Gegend ist. Leider ist sein Schlupfwinkel gut in den Bergen versteckt, daher ersinnt Lucky Luke eine List und überredet den reichen Ranchbesitzer Don Doroteo Prieto, eine Fiesta zu veranstalten, in der Hoffnung, Espuelas damit anzulocken. Wie vermutet, will dieser die Gelegenheit nutzen, um Prieto für ein Lösegeld zu entführen. Da er und seine eigenen Leute dort aber zu bekannt sind, sollen die Daltons als Mariachis verkleidet dort hingehen. Sie entführen aber versehentlich den verkleideten Lucky Luke und führen damit auch noch unabsichtlich Prieto mit dessen Leuten und die örtliche Polizei zum Diebesversteck. Während Espuelas sich widerstandslos ergibt und sogar Lucky Lukes Mut bewundernd anerkennt, fliehen die Daltons. Lucky Luke kann sie mit Hilfe von Prietos Chihuahua Rodriguez aber aufspüren und in die Strafanstalt zurückbringen.

## Running Gag
Averell Dalton versucht mehrmals, auf Spanisch „Wann gibt’s hier was zu essen?“ zu sagen. Dabei vereinfacht er das „¿Cuándo se come aquí?“ zu „Quakokikeriki“.

## Veröffentlichung
Die Geschichte wurde 1966 erstmals im Magazin Spirou veröffentlicht, 1967 erfolgte ein Album bei Dupuis. In Deutschland erschien die Geschichte erstmals 1971 bei Kauka als FF-Super-Taschenbuch mit dem Titel Die Daltons spielen falsch. 1974 erfolgte der Abdruck als Zack Album Nr. 6 unter dem Titel Lucky Luke und heiße Hits aus Mexiko. Seit 1981 erfolgt der Abdruck bei Ehapa als 28. Band der Reihe.